# Idrocilamide
Idrocilamide (tên thương mại Talval, Srilane, Relaxnova, Brolitène) là một loại thuốc với thuốc giãn cơ xương  và các hoạt động chống viêm  được sử dụng như một loại kem bôi để điều trị đau thắt lưng và các loại đau cơ khác; nó có sẵn theo toa hoặc không kê đơn ở Pháp và nhiều nước khác.

## Tương tác
Idrocilamide đã được báo cáo là một chất ức chế mạnh quá trình chuyển hóa caffeine.